# Ali Eisami
Ali Eisami Gazirmabe van Bornu (Gazir, 1786 - ? 1787), later bekend als William Harding, was een man van het Kanuri-volk die door de Britse Royal Navy uit slavernij was bevrijd.
Eisami werd uit zijn huis gehaald tijdens een oorlog in Bornu en tot slaaf gemaakt. Nadat hij jaren later was verkocht op een slavenmarkt aan de kust, werden hij en andere gevangenen op zee bevrijd door de Royal Navy, na afschaffing van de trans-Atlantische slavenhandel. Ze werden voor herhuisvesting naar de nieuwe kolonie Sierra Leone in West-Afrika gevoerd, waar hij een nieuw thuis vond.
Na zijn bevrijding woonde hij in Sierra Leone waar hij met de Duitse missionaris Sigismund Koelle meewerkte aan het samenstellen van de grammatica van de taal Kanuri. Koelle tekende ook verhalen op van Eisami en schreef een korte biografie over zijn leven als tot slaaf gemaakte mens. Koelle noemt de man van het Kanuri-volk "Ali Eisami Gazirma" (Ali wiens moeder Eisa uit Gazir is).

## Biografie
Ali Eisami werd in 1786 of 1787 geboren in Gazir, het huidige Ngazargamu, in het Kanem-Bornurijk als lid van het Kanuri-volk (in het gebied van het huidige Niger, Nigeria en Tsjaad). Zijn vader was een mallam, een leraar. Eisami werd volgens de islamitische traditie opgeleid. Tijdens de Fulani-oorlog was hij ooggetuige van de val van Ngazargamu. Eisami's familie verloor huis en haard en Eisami werd gevangen genomen en tot slaaf gemaakt. Samen met andere tot slaaf gemaakte mensen werd hij via het koninkrijk Hausa naar het westen gebracht en in Kano vastgehouden tijdens de jaren van het Kalifaat Sokoto en Katsina. Hij maakte de opstand mee van Afonja tegen het Oyo-rijk toen het emiraat Ilorin werd gesticht.
In 1817 verkocht Eisami's Yoruba-eigenaar hem op een slavenmarkt aan de kust om te voorkomen dat hij door Afonja zou worden vrijgelaten. Afonja begon dat jaar met het vrijlaten van tot slaaf gemaakte mensen als ze zouden toetreden tot zijn leger (tijdens de verovering van Crowthers thuisstad, Osogun, in 1821, zou dit leger ook Samuel Ajayi Crowther tot slaaf maken). In 1818 werd Eisami aan boord genomen door Europese slavenhandelaren om richting de Nieuwe Wereld te zeilen, maar het slavenschip werd onderschept door de Britse Royal Navy, die de blokkade van Afrika had opgelegd om de trans-Atlantische slavenhandel te beëindigen. De gevangenen werden bevrijd en naar Sierra Leone gebracht, de Britse kolonie die aan het einde van de 18e eeuw in West-Afrika was gesticht voor bevrijde tot slaaf gemaakte mensen.
In Sierra Leone, onder gouverneur Charles MacCarthy, vestigden zich duizenden vrijgelaten slaven. Het "Captured Negro Department" stuurde sommige van hen als gezellen naar Afrikaans-Amerikaanse kolonisten uit Noord-Amerika, en anderen naar eerder vrijgelaten Afrikaanse personen die zich in Sierra Leone hadden gevestigd. Andere vrijgelaten slaven werden in speciaal ontworpen dorpen geplaatst die onder Europees bestuur stonden en genoemd waren naar Engelse graafschappen of bekende personen. Veel van deze dorpen werden gerund door de Britse Church Missionary Society. De nieuwe bevrijde tot slaaf gemaakten kregen aanvankelijk steun van de overheid, maar werden geacht om later in hun eigen levensonderhoud te voorzien. Als ze integreerden in hun nieuwe gemeenschap namen ze vaak Europese namen aan. Eisami nam de Engelse naam William Harding aan, zoals veel bevrijde tot slaaf gemaakte mensen na hem zoals Samuel Ajayi Crowther en Joseph Wright. Hij woonde in Bathurst, een dorp dat werd gerund door de Church Missionary Society, en werd "een christen in naam" (Ajayi Crowther vestigde zich hier vier jaar later nadat ook hij door de Royal Navy was bevrijd).
De missionaris en taalkundige Sigismund Koelle, die bezig was met een grammatica van het Kanuri, nam Eisami in dienst als informant. Eisami hielp Koelle met het leren en vertalen van de taal en het uitleggen van de cultuur van de Kanuri. Daarnaast legde Koelle Eisami's herinneringen of vast onder de titel "Ali Eisami's Gazirmabe of Bornu" en publiceerde deze in zijn African Native Literature (1854). Eisami omschreef zijn slavernij als resultaat van de trans-Atlantische slavenhandel zoals andere slachtoffers het beschreven namelijk als "barbaars kannibalisme van de witte man", in de woorden van de historicus William Dillon Piersen. Koelle verliet de missie en het graafschap in 1853 (volgens een andere wetenschapper "beëindigde hij zijn werk met Ali Eisami in 1852"). De gravure op het omslag is waarschijnlijk gebaseerd op een (zeer vroege) foto uit een land waar spoedig de Krio het beroep van fotograaf zouden uitoefenen. De biografie werd opgenomen in Philip D.Curtins anthologie "Africa remembered; narratives by West Africans from the era of the slave trade."